# José Alfredo Castillo
Pour les articles homonymes, voir José Castillo.
José Alfredo Castillo Parada, surnommé El Pícaro (né le 9 février 1983 à Santa Cruz de la Sierra en Bolivie), est un joueur de football bolivien, qui évolue au poste d'attaquant.
Il a en tout joué 22 matchs avec l'équipe de Bolivie, inscrivant 6 buts.
Il a évolué dans les clubs boliviens du Oriente Petrolero et du Club Bolívar durant deux et trois périodes respectivement. Il a également joué au Mexique chez les Estudiantes Tecos, en Argentine au Rosario Central, chez les Chiliens du Club Deportivo O'Higgins, et en série A brésilienne chez le Clube Atlético Mineiro.
Castillo a également évolué en D1 de Hong Kong pour l'équipe de South China en juillet 2009, mais il ne joua que deux matchs amicaux. En janvier 2010, il signe un contrat d'un an chez le club de sa ville natale du Club Blooming. En décembre 2010, il signe un contrat d'un an avec les Tecos au Mexique.

## Palmarès

### Club
- Oriente Petrolero
  - Liga de Fútbol Profesional Boliviano : 2001
- Bolívar
  - Liga de Fútbol Profesional Boliviano : 2004 (Apertura)

### Individuel
- Oriente Petrolero
  - Meilleur buteur de la Liga de Fútbol Profesional Boliviano : 2001 (42 buts)
  - Meilleur buteur mondial de l'année de première division (IFFHS) : 42 buts